# Rassemblement des Congolais démocrates et nationalistes
 (décembre 2018).
Si vous disposez d'ouvrages ou d'articles de référence ou si vous connaissez des sites web de qualité traitant du thème abordé ici, merci de compléter l'article en donnant les références utiles à sa vérifiabilité et en les liant à la section « Notes et références ».
Le Rassemblement des Congolais Démocrates et Nationalistes (RCDN, successeur du RCD-National) est un parti politique de la République démocratique du Congo. Son président est Roger Lumbala.
Fondé [Quand ?], ce parti a participé au dialogue de Sun City en Afrique du Sud, au gouvernement de la transition de 2003 à 2006 avec 4 députés nationaux, 2 sénateurs, 2 ministres et 2 vice-ministres. En 2006, 4 députés nationaux du RCDN ont été élus à l'assemblée nationale, un sénateur et 4 députés provinciaux. En 2011 encore 4 députés nationaux ont été élus mais son président Roger Lumbala  est le seul qui a été réélu comme député national.
Son siège est au S.V/64 boulevard du 30-Juin, Haut-Uélé (Isiro) province Orientale. Actuellement le siège est à Kinshasa sur l'avenue Dibaya A15 dans la commune de Kasa-Vubu.
Le président national de la ligue des jeunes du RCDN est Tony Karel Bandekela Muambi depuis mars 2017[réf. nécessaire].
Le RCDN était le parti allié au MLC de Jean Pierre Bemba Gombo en 2006 et à l'UDPS en 2011 pour des raisons des élections.